# Murielle Laurent
Murielle Laurent (ur. 21 września 1977 w Joigny) – francuska polityczka i działaczka samorządowa, posłanka do Parlamentu Europejskiego X kadencji.

## Życiorys
Pracowała w branży handlowej. Związana z samorządem miejscowości Feyzin. W 2014 została pierwszą zastępczynią mera, a od 2017 do 2024 sprawowała urząd mera. Powierzono jej też funkcję wiceprzewodniczącej administracji obszaru metropolitalnego Lyonu. W wyborach w 2024 z ramienia skupionej wokół Partii Socjalistycznej koalicji uzyskała mandat deputowanej do PE X kadencji.